# Луко-Барська сільська рада
Луко-Ба́рська сільська́ ра́да — адміністративно-територіальна одиниця та орган місцевого самоврядування в Барському районі Вінницької області. Адміністративний центр — село Лука-Барська.

## Загальні відомості
- Територія ради: 4,671 км²
- Населення ради: 1 555 осіб (станом на 2001 рік)

## Населені пункти
Сільраді були підпорядковані населені пункти:
- с. Лука-Барська
- с. Васютинці
- с. Горяни
- с. Зоряне
- с. Квітка

## Склад ради
Рада складалася з 16 депутатів та голови.
- Голова ради: Нечитайло Микола Петрович
- Секретар ради: Нечипорук Людмила Борисівна

### Керівний склад попередніх скликань
| Прізвище, ім'я, по батькові | Основні відомості                                                 | Дата обрання | Дата звільнення |
| --------------------------- | ----------------------------------------------------------------- | ------------ | --------------- |
| Нечитайло Микола Петрович   | Сільський голова, 1959 року народження, освіта вища, безпартійний | 26.03.2006   | 31.10.2010      |
| Нечитайло Микола Петрович   | Сільський голова, 1959 року народження, освіта вища, безпартійний | 31.10.2010   |                 |

Примітка: таблиця складена за даними сайту Верховної Ради України

### Депутати
За результатами місцевих виборів 2010 року депутатами ради стали:

#### За суб'єктами висування
| Суб'єкт висування                                       | Кількість обраних депутатів | %    |
| ------------------------------------------------------- | --------------------------- | ---- |
| Партія регіонів                                         | 7                           | 43,8 |
| Політична партія Всеукраїнське об'єднання «Батьківщина» | 6                           | 37,5 |
| Єдиний Центр                                            | 2                           | 12,5 |
| Політична партія «Сильна Україна»                       | 1                           | 6,3  |

#### За округами
| № округу                                                | Прізвище, ім'я, по батькові     | Дата визнання обраним | Освіта  | Партійна приналежність                        | Відомості про обраного депутата                                   |
| ------------------------------------------------------- | ------------------------------- | --------------------- | ------- | --------------------------------------------- | ----------------------------------------------------------------- |
| Єдиний Центр                                            |                                 |                       |         |                                               |                                                                   |
| 13                                                      | Гончарук Юрій Леонтійович       | 05.11.2010            | вища    | член Єдиного Центру                           | Луко-Барська загальноосвітня школа І-ІІІ ст., вчитель             |
| 16                                                      | Тихолаз Галина Іванівна         | 05.11.2010            | вища    | член Єдиного Центру                           | Луко-Барська загальноосвітня школа І-ІІІ ст., вчитель             |
| Партія регіонів                                         |                                 |                       |         |                                               |                                                                   |
| 2                                                       | Огородник Олеся Михайлівна      | 05.11.2010            | середня | член Партії регіонів                          | будинок культури с. Лука-Барська, художній керівник               |
| 3                                                       | Микитенко Юрій Олексійович      | 05.11.2010            | середня | позапартійний                                 | тимчасово не працює                                               |
| 8                                                       | Іщенко Наталія Олексіївна       | 05.11.2010            | середня | член Партії регіонів                          | будинок культури с. Лука-Барська, директор                        |
| 10                                                      | Мельник Ірина Василівна         | 05.11.2010            | середня | позапартійна                                  | ВМКЦ ЧР України, інфекційне відділення, медсестра                 |
| 11                                                      | Загорулько Галина Анатоліївна   | 05.11.2010            | середня | позапартійна                                  | тимчасово не працює                                               |
| 12                                                      | Орлик Люба Іванівна             | 05.11.2010            | середня | член Партії регіонів                          | приватний підприємець, продавець                                  |
| 15                                                      | Пустовий Віталій Петрович       | 05.11.2010            | вища    | член Партії регіонів                          | тимчасово не працює                                               |
| Політична партія Всеукраїнське об'єднання «Батьківщина» |                                 |                       |         |                                               |                                                                   |
| 1                                                       | Руденко Володимир Дмитрович     | 05.11.2010            | вища    | член Всеукраїнського об'єднання «Батьківщина» | Луко-Барська загальноосвітня школа І-ІІІ ст., вчитель             |
| 4                                                       | Мачай Василь Пилипович          | 05.11.2010            | середня | член Всеукраїнського об'єднання «Батьківщина» | пенсіонер                                                         |
| 5                                                       | Вороніна Зіна Тимофіївна        | 05.11.2010            | вища    | член Всеукраїнського об'єднання «Батьківщина» | Луко-Барська загальноосвітня школа І-ІІІ ст., заступник директора |
| 6                                                       | Нечипорук Людмила Борисівна     | 05.11.2010            | середня | член Всеукраїнського об'єднання «Батьківщина» | Луко-Барська сільська рада, секретар                              |
| 7                                                       | Нечипорук Володимир Миколайович | 05.11.2010            | середня | член Всеукраїнського об'єднання «Батьківщина» | ДП «Жмеринський райагроліс», лісник                               |
| 14                                                      | Олійник Леонід Макарович        | 05.11.2010            | вища    | член Всеукраїнського об'єднання «Батьківщина» | пенсіонер                                                         |
| Політична партія «Сильна Україна»                       |                                 |                       |         |                                               |                                                                   |
| 9                                                       | Реус В'ячеслав Петрович         | 05.11.2010            | середня | член Політичної партії «Сильна Україна»       | ПФ «Сердолік», охоронець                                          |